# Cegetel
Cegetel (akronym för Compagnie Générale de Télécommunication) var en privatägd teleoperatör i Frankrike, bildad år 1996, som med Société française du radiotéléphone (SFR) under namnet SFR-Cegetel var den största privata teleoperatören i Frankrike.

## SFR-Cegetel
SFR-Cegetel bedrev verksamhet på samtliga områden inom telekommunitkation i Frankrike: mobiltelefoni genom SFR, fast telefoni och Internet-acess genom Cegetel.
I januari 2004 var SFR-Cegetel den första privata teleoperatören i Frankrike med över 17 miljoner kunder. Företaget var en sammansättning av två företag: SFR, vilket ägdes till 55,8 % av Vivendi SA och till 43,9 % av Vodafone, och Cegetel, vilket ägdes till 65 % av SFR och till 35 % av SNCF.
Den 11 maj 2005 meddelades det att Cegetel och Neuf Telecom fusioneras och bildar Neuf Cegetel.